# Carina Ringbäck
Carina Birgitta Ringbäck, född Persson 2 februari 1959 i Vantörs församling, Stockholm, är en svensk kristen sångare.
Carina Ringbäck har sjungit offentligt med Urban Ringbäck ända sedan de blev ett par och gifte sig 1981. Hon har tillsammans med maken medverkat i både TV och radio, särskilt märks TV-succén Minns du sången där maken Urban Ringbäck var musikalisk ledare med Anders Jaktlund. Programmet producerades av TV-Inter och sändes i SVT. Hon är verksam i Smyrnaförsamlingen i Göteborg.

## Diskografi i urval
- 1993 - Urban & Carina Ringbäck: Kan man lita på din kärlek (Prim)
- 2001 - Urban & Carina Ringbäck: Spår (Linx/Prim)
- 2006 - Urban & Carina Ringbäck: Framtidsminnen (Linx)
- 2011 - Urban & Carina Ringbäck: Paradis (Linx)